# Ангел на Александровской колонне
Фигура ангела, стоящего на вершине Александровской колонны, создана по проекту Огюста Монферрана скульптором Борисом Орловским в 1834 году.

## Архитектура
Колонна представляет собой цельный полированный элемент из розового гранита, стоящий на украшенном барельефами квадратном в плане пьедестале.
Верх колонны венчает бронзовая капитель дорического ордера.
Её верхняя часть — прямоугольная абака сделана из кирпичной кладки с бронзовой облицовкой.
На ней установлен бронзовый цилиндрический пьедестал с полушаровым верхом, внутри которого заключён основной опорный массив, состоящий из многослойной кладки: гранита, кирпича и ещё двух слоёв гранита в основании.
Памятник венчает фигура ангела работы Бориса Орловского.
Левой рукой ангел держит четырёхконечный латинский крест, а правую возносит к небу.
Голова ангела наклонена, его взгляд устремлён на землю.
По первоначальному проекту Огюста Монферрана, фигура на вершине колонны опиралась на стальной прут, который позже был удалён, и при реставрации 2002—2003 годов выяснилось, что ангел держится за счёт своего собственного веса.
Мало того, что сама колонна выше Вандомской, фигура ангела превосходит по высоте фигуру Наполеона I на Вандомской колонне. Кроме того, ангел крестом попирает зме́я, что символизирует мир и покой, которые принесла в Европу Россия, одержав победу над наполеоновскими войсками.
Лёгкая фигура ангела, спадающие складки одежды, чётко выраженная вертикаль креста, продолжая вертикаль монумента, подчёркивают стройность колонны. Согласно распространённой легенде, чертам лица ангела скульптор придал сходство с лицом Александра I. Известно, что в семье Александра называли «наш Ангел», а медаль В память кончины Императора Александра I имела надпись: «НАШЪ АНГЕЛЪ ВЪ НЕБЕСАХЪ». Есть также сведения, что фигура ангела — скульптурный портрет петербургской поэтессы Елизаветы Кульман.
Последняя реставрация 2002—2003 годов позволяет надеяться на высокий уровень сохранности скульптуры в будущем.

## Копии
- В октябре 2021 года установлена на Троицкой площади города Кургана, около Свято-Троицкого собора, высота бронзовой фигуры ангела — 3,6 м. Гранитного постамента — 4 . Фигуру отливали в мастерской Ивана Дубровина в селе Новоалексеевском городского округа Первоуральск Свердловской области. Работа длилась в течение трех месяцев. Скульптор — Владимир Сырейщиков[4] — 55°26′05″ с. ш. 65°21′18″ в. д.HGЯO.